# LVR-Archäologischer Park Xanten

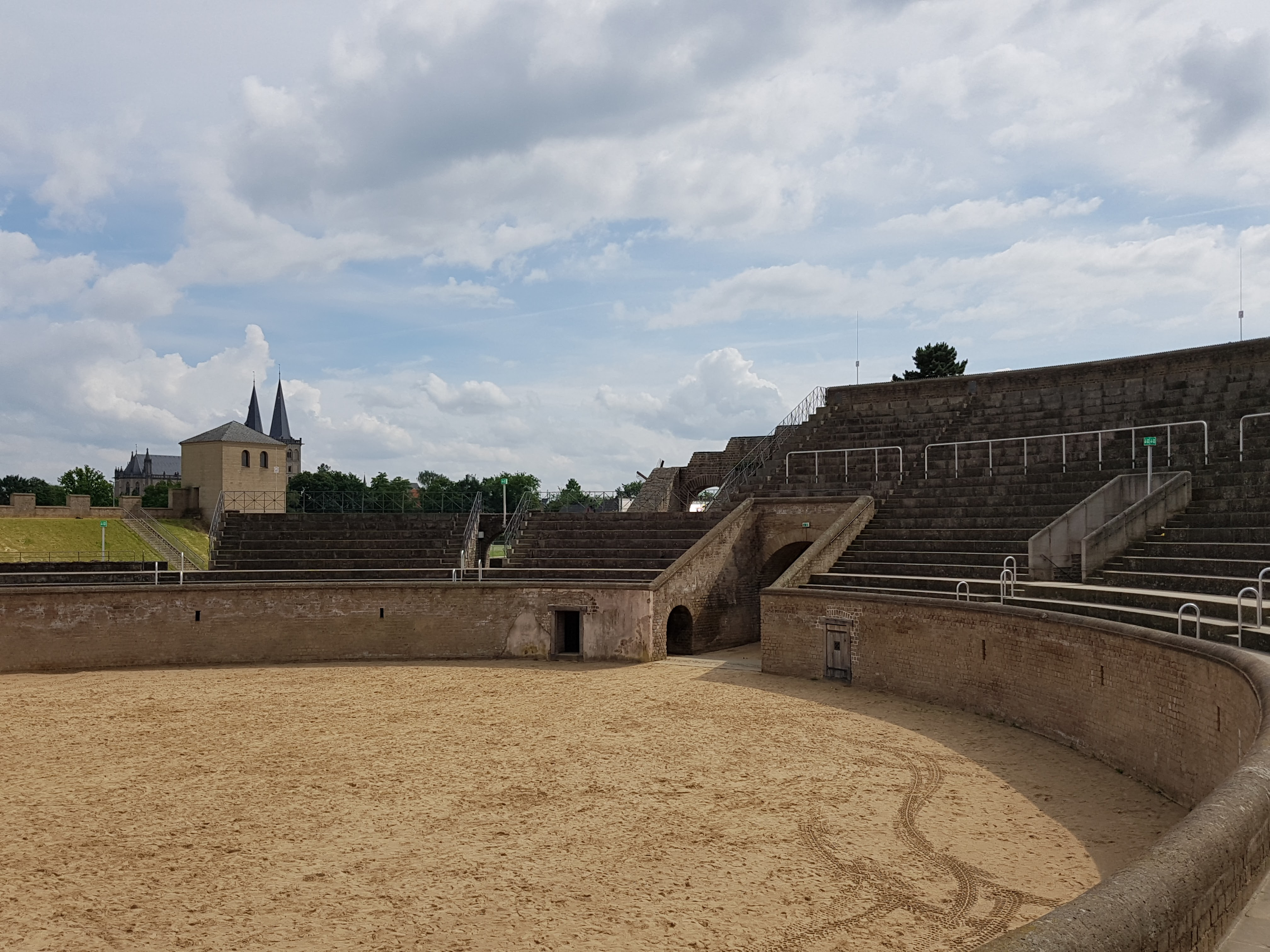
Das nachgebaute Amphitheater: In den 1970er Jahren entstanden in der Südost-Ecke des Parkes Nachbauten und Besuchereinrichtungen. Im Hintergrund sind die Türme von St. Viktor im Stadtkern von Xanten erkennbar. (Foto: 2016)

Der Archäologische Park Xanten (APX) ist ein Freilichtmuseum bei Xanten am Niederrhein (Nordrhein-Westfalen). Träger ist der Landschaftsverband Rheinland (LVR), der 1973 die Gründung des Parks beschlossen hat. Eröffnet wurde er im Jahr 1977 und seitdem wiederholt erweitert.

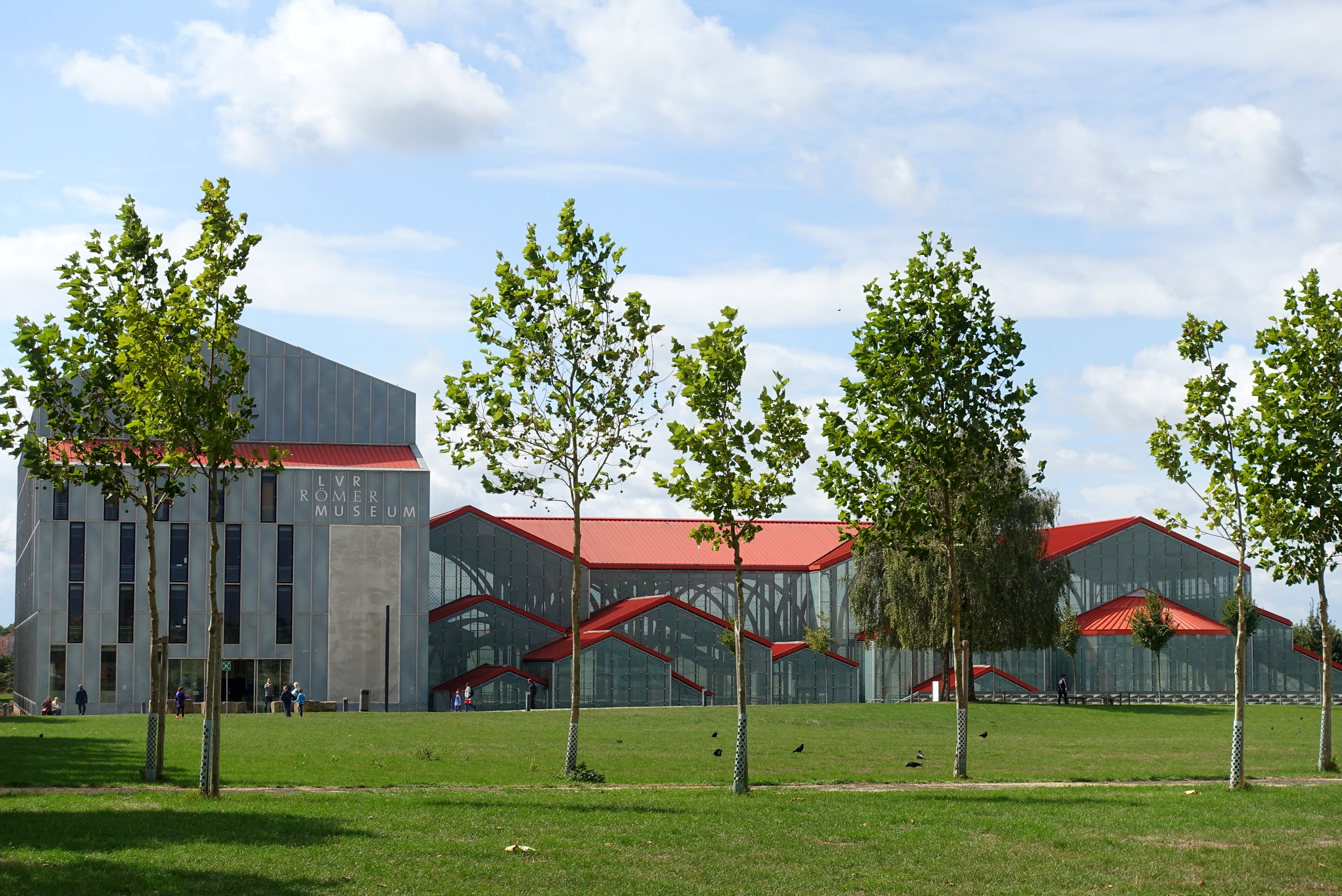
Auf dem Bild ist links das LVR-RömerMuseum. Rechts schließt sich daran der Schutzbau über den Überresten der Thermen an. (Foto: 2018)

Der Park liegt über der früheren Colonia Ulpia Traiana (CUT), einer der bedeutendsten römischen Siedlungen in Deutschland. Im Park wird dauerhaft gegraben, um die Bodendenkmäler zu erfassen und zu erforschen. Dazu wurde eine sogenannte Sommerakademie eingerichtet, die Studierenden die Gelegenheit bietet, die Praxis archäologischer Arbeit kennenzulernen.
Um den Parkbesuchern einen Eindruck vom Aussehen der Colonia zu geben, wurden einige römische Gebäude und deren Inneneinrichtung rekonstruiert oder zumindest teilweise nachgebaut. Dazu gehören Teile der repräsentativen Stadtmauer der Colonia Ulpia Traiana, der sogenannte Hafentempel, die römische Herberge und das Amphitheater der Stadt. Die Struktur der planmäßig errichteten Colonia war ein Schachbrettmuster; dies machen die Wege und Alleen im Park erkennbar.
Lange Zeit befand sich das Regionalmuseum Xanten (RMX) in der Innenstadt von Xanten. Dieses wurde schließlich in den Schutzbau der Thermen integriert und infolgedessen im Jahr 2008 in LVR-RömerMuseum Xanten umbenannt. Gezeigt werden Exponate aus der lokalen und regionalen Römergeschichte.

## Geschichte

### Vorgeschichte
Die Colonia Ulpia Traiana war etwa 73 Hektar groß, hatte rund 10.000 Einwohner und war eine der zentralen Städte der Provinz Niedergermanien. An der Ostseite der Stadt lag an einem heute verlandeten Seitenarm des Rheins (heute Parkplatz) der bislang nicht ausgegrabene Hafen der Stadt. Die Versorgung der Stadt mit frischem Wasser erfolgte über Grundwasser-Brunnen, Becken zum Auffangen von Regen und ein Aquädukt, während die Abwässer über ein unterirdisches Kanalisationssystem in den Rheinarm geleitet wurden. Neben dem Hafen verfügte die Stadt über eine Herberge, überdachte Bürgersteige, einen Tempel am Hafen, den Capitolstempel, einen Matronentempel, ein Forum, ein Amphitheater und eine große Thermenanlage. Im späten 3. oder frühen 4. Jahrhundert wurde im zentralen Bereich der Stadt eine starke Befestigung errichtet, die aufgrund der geringeren Größe leichter zu verteidigen und instand zu halten war. Diese Festung wird aufgrund spätantiker Schriftquellen als Tricensimae bezeichnet; die Gleichsetzung mit diesem Ortsnamen ist allerdings in der Forschung umstritten. Zu Beginn des 5. Jahrhunderts nahmen die Überfälle durch germanische Stämme jedoch so stark zu, dass die Siedlung endgültig aufgegeben wurde.
Da das mittelalterliche Xanten auf einem römischen Friedhof errichtet wurde, wurden die Ruinen der römischen Stadt zunächst als Steinbruch für die Errichtung der mittelalterlichen Stadt genutzt. Die so nach und nach von Ruinen befreiten Flächen wurden schließlich in Ackerland umgewandelt. Interesse an der römischen Geschichte kam etwa in der zweiten Hälfte des 16. Jahrhunderts auf. Systematische Grabungen auf dem Areal führte im 19. Jahrhundert der Niederrheinische Altertumsverein durch. Dabei fand man Teile der Stadtbefestigung und des Capitols sowie 1500 Gräber.:S. 27 1887 entdeckte man auch erste Spuren des Amphitheaters, da ein Landwirt beim Pflügen an den unterirdischen Resten hängen blieb.
Im Jahr 1930 erfolgte die Errichtung der Bundesstraße 57 bei Xanten. Im Zuge der Bauarbeiten wurden vom Rheinischen Landesmuseum Bonn Notgrabungen entlang der Trasse durchgeführt. 1934 begannen größere planmäßige Grabungen, bei denen man im Osten der Römerstadt einen verlandeten Rheinarm entdeckte und das Amphitheater vollständig freilegte, konservierte und zur Besichtigung freigab.
Erste Grabungen nach dem Zweiten Weltkrieg fanden 1957 statt, da die Stadt auf Teilen der bisher landwirtschaftlich genutzten Fläche der Colonia ein Beton-Industriewerk ansiedeln wollte. Bei diesen Grabungen wurden die Großen Thermen, das Handwerker- und Gewerbeviertel, einige Straßen und ein Gebäudekomplex mit unbekannter Funktion ausgegraben und dokumentiert. Danach wurden die Reste teilweise abgetragen und anschließend überbaut.
Um 1970 plante man die Auskiesung des neben der früheren Römerstadt gelegenen Altrheinarmes und die anschließende Errichtung von Freizeitanlagen in der Umgebung des so entstandenen Gewässers und des Amphitheaters. Damit wäre auch der bisher unberührte Ostteil der Römerstadt mitsamt dem Hafen zerstört worden. Die Idee wurde aber verworfen. Darüber hinaus entschied die Stadt Xanten, das bereits vorhandene Industriegebiet zwischen Stadt, B 57 und Rhein nicht zu erweitern und die dortigen Betriebe umzusiedeln, sodass die dortigen Flächen für die Errichtung des APX frei waren.:S. 32–36

### Gründung und Aufbau des Parks

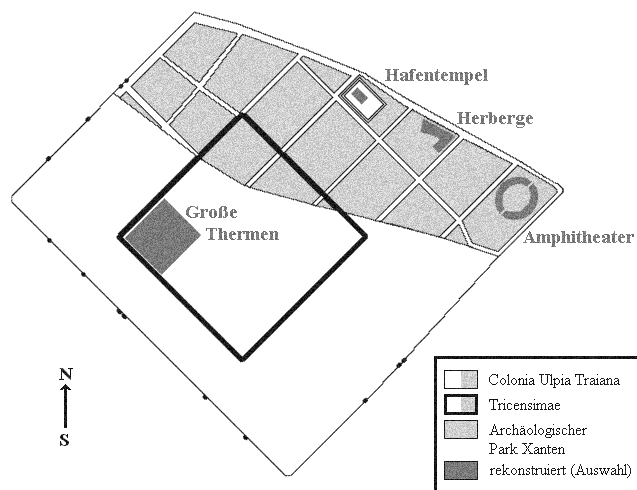
Ausdehnung des Archäologischen Parks zwischen 1980 und 2009

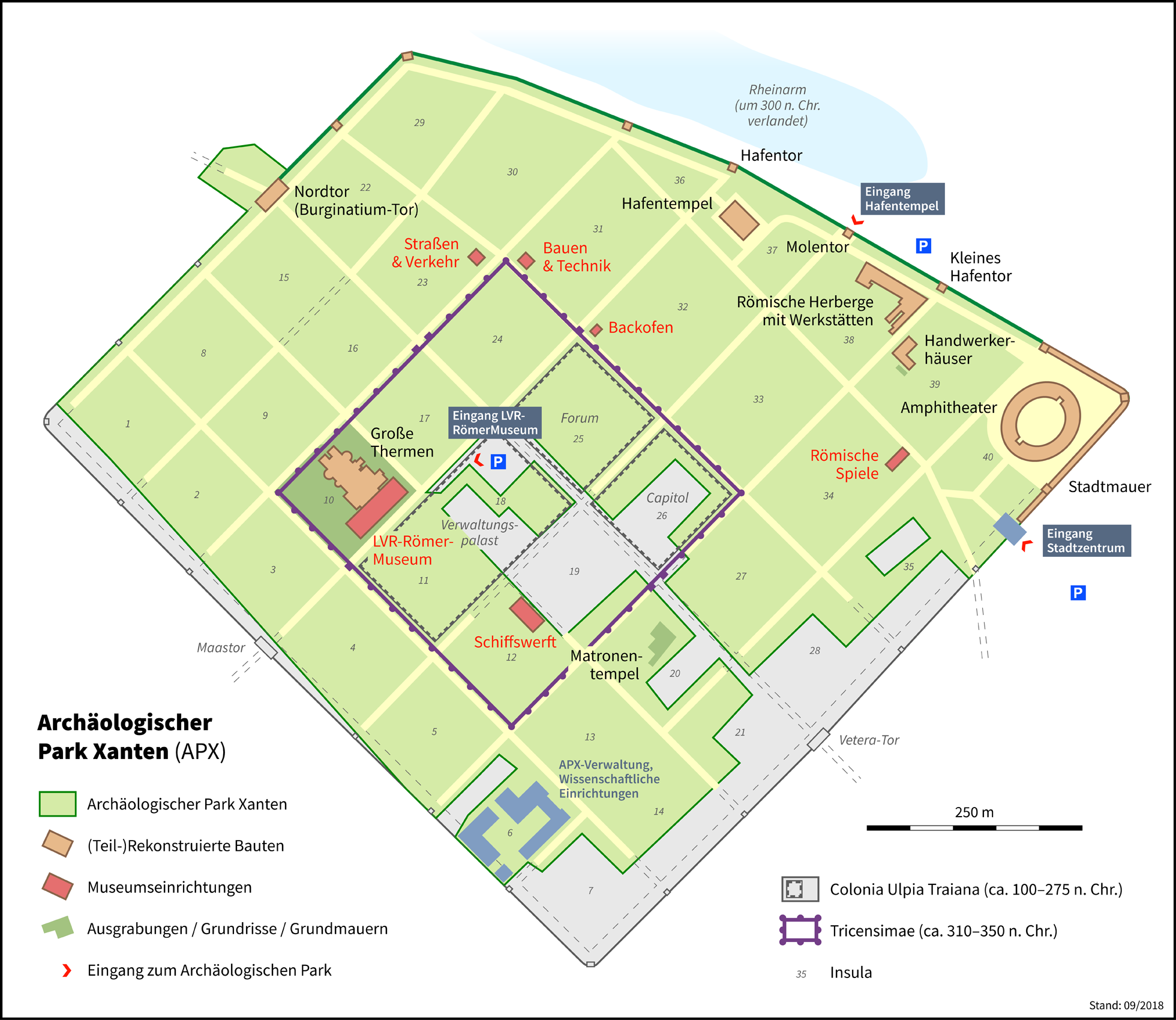
Lageplan Colonia Ulpia Traiana, Tricensimae, Archäologischer Park, Stand 2018

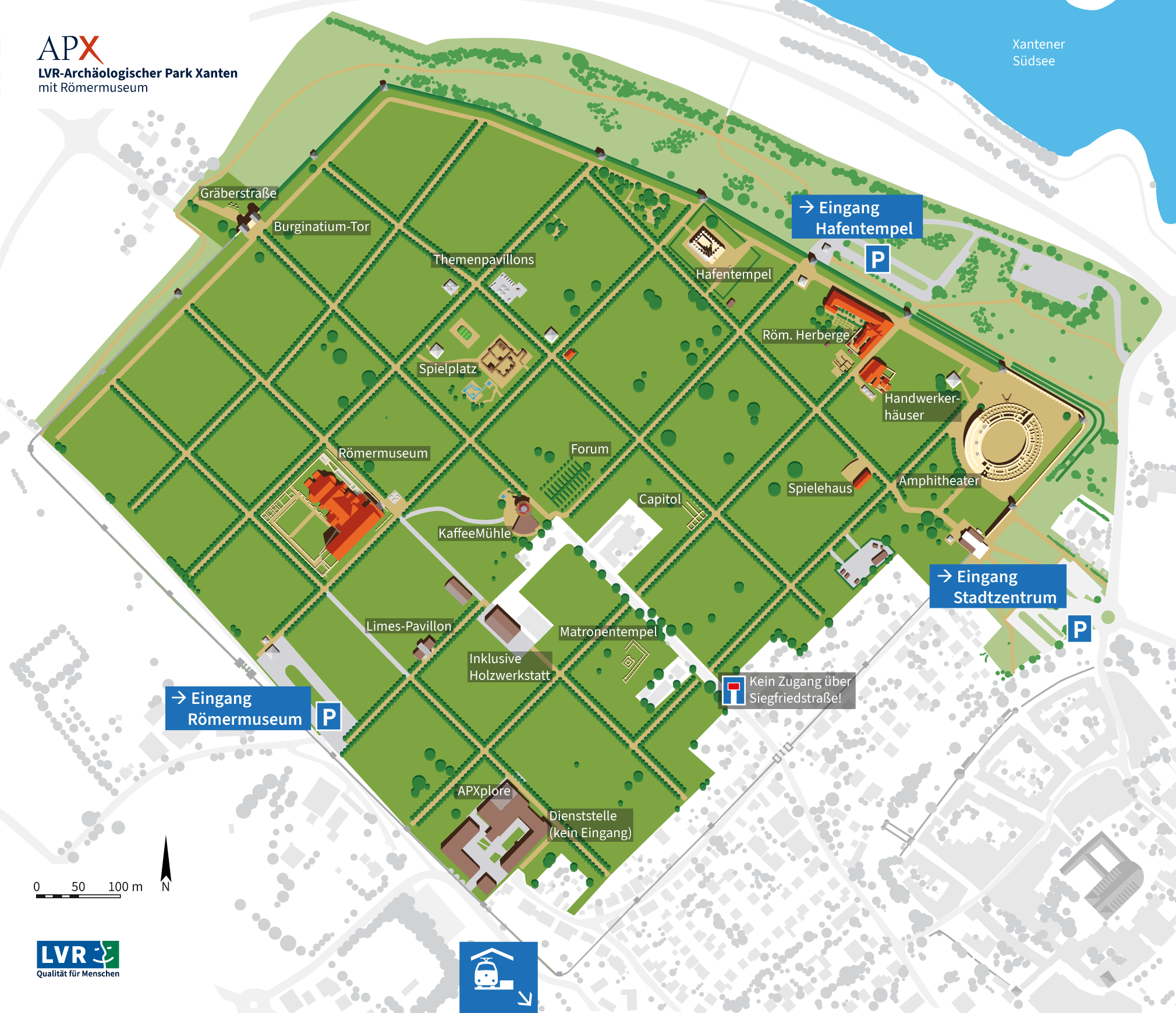
Übersichtsplan des LVR-Archäologischen Parks Xanten Stand 2025

Am 14. September 1973 beschloss der Landschaftsausschuss des Landschaftsverbands Rheinland (LVR) die Einrichtung des Parks auf dem Areal der ehemaligen Colonia, für den im folgenden Monat der LVR als Träger eingesetzt wurde. Der Aufbau des Parks begann wenig später in der Umgebung des Amphitheaters, während die übrigen Flächen noch bis 1974 landwirtschaftlich genutzt wurden. Der südöstliche 6 ha große Teil des Parks wurde schließlich nach vier Jahren am 8. Juni 1977 eröffnet.
Die Ausrichtung der Landesgartenschau 1980 war im Vorfeld heftig diskutiert worden, da man befürchtete, dass dadurch die unterirdischen Reste der Colonia beschädigt werden könnten. Nachdem die Bedenken ausgeräumt waren, fand die Landesgartenschau schließlich vom 4. Juni bis zum 17. Juni 1980 unter dem Motto „Vom Nutzen und Zierwert der Pflanze in zwei Jahrtausenden“ statt. Mit der Eröffnung der Landesgartenschau wurde der Park von 6 auf 27 Hektar erweitert und bedeckte so den gesamten Ostteil der Stadt. Nach dem Ende der Gartenschau wurden viele Gärten jedoch wieder entfernt, nur der Steingarten und der ebenfalls zur Landesgartenschau errichtete Spielplatz blieben bestehen, wobei der Spielplatz 2003 erneuert wurde.:S. 36–39 Leiter des Archäologischen Parks war über viele Jahre bis zum Jahr 2002 der Bauforscher Gundolf Precht.
Nach der Umsiedlung der auf dem Areal der Großen Thermen befindlichen Industrie wurden diese schließlich freigelegt und 1999 mit einem gläsernen Schutzbau überdacht, der die Dimensionen des Hauptgebäudes mit Ausnahme der Vorhalle nachahmt. Dieser Schutzbau war lange Jahre eine Art eigenes Museum, da er durch die B 57 vom Rest des Parks getrennt war. Diese Abgeschiedenheit endete mit der Verlegung des Regionalmuseums 2007 in den neuerrichteten Schutzbau über der Thermenvorhalle, wodurch die Thermen in das nun als RömerMuseum (eröffnet am 16. August 2008) bezeichnete Regionalmuseum integriert wurden.
Nach der feierlichen Eröffnung des letzten Teilstücks der Nord-Westumgehung 21. Dezember 2008 konnte schließlich die B 57, welche die Römerstadt bis dahin teilte, verlegt werden. Die feierliche Erweiterung des Parks auf das bis dahin abgetrennte Areal erfolgte am 15. Mai 2009, wodurch der Park nun eine Fläche von 60 ha bedeckt. Zur Verbindung des alten Parkareals mit der Erweiterung, in der sich auch das RömerMuseum befindet, wurde zunächst nur die alte B 57 im Bereich der Einmündung der Trajanstraße durchstochen und so die Verbindungsstraße von Hafen- und Maastor wiedererrichtet.
Wenig später wurde die B 57 auch für die Fortführung der Straße südlich der römischen Herberge durchstochen, welche nun das Areal zwischen Siegfriedstraße und alter B 57 an den Park anschließt. Der eigentliche Rückbau der dem APX zugeschlagenen Straßen begann 2011 mit dem Rückbau des Orwatersweges, der Verbindung zwischen Trajanstraße und Trajanring nahe den Großen Thermen, die Trajanstraße zwischen APX-Verwaltung und Siegfriedstraße und die Siegfriedstraße zwischen Trajanstraße und alter B 57 folgten wie auch die alte B 57 in den Jahren danach. Darüber hinaus wurden in den Jahren 2011 und 2012 über 450 Linden gepflanzt, die den antiken drei Kilometer langen Straßenverlauf in der Erweiterung des APX nachzeichnen und das neue Areal auf diese Weise auch gestalterisch an das alte Areal anzuschließen. Im November 2013 begann am bisherigen südlichen Nebeneingang der Bau eines Besucherzentrums an der ehemaligen römischen Stadtmauer nahe dem Amphitheater. Nach dessen Fertigstellung Anfang 2015 wurde auch der Haupteingang vom Molenturm, welcher an der von der Stadt abgewandten Seite des Parks liegt, zum Besucherzentrum verlegt, um den Park besser an die Xantener Innenstadt anzubinden. Der bisherige Nebeneingang am Römermuseum und der bisherige Haupteingang am Hafentor bleiben aber weiterhin erhalten. Vor dem Besucherzentrum, an der Straße Am Rheintor, wurde darüber hinaus auf dem Areal einer im Sommer 2014 abgerissenen Tankstelle ein neuer Parkplatz eingerichtet. Dieser von Anfang an als provisorisch gekennzeichnete Eingang wurde im April 2019 wieder geschlossen zugunsten eines neuen Eingangs an der Trajanstraße, der ebenfalls Parkplätze für Busse, PKW und Fahrräder und eine nähere Anbindung an den Bahnhof Xanten bietet. Dieser Eingang trägt ebenfalls den Namen "Römermuseum". Ein Parkleitsystem der Stadt Xanten ist eingerichtet.

## Leitung des Parks

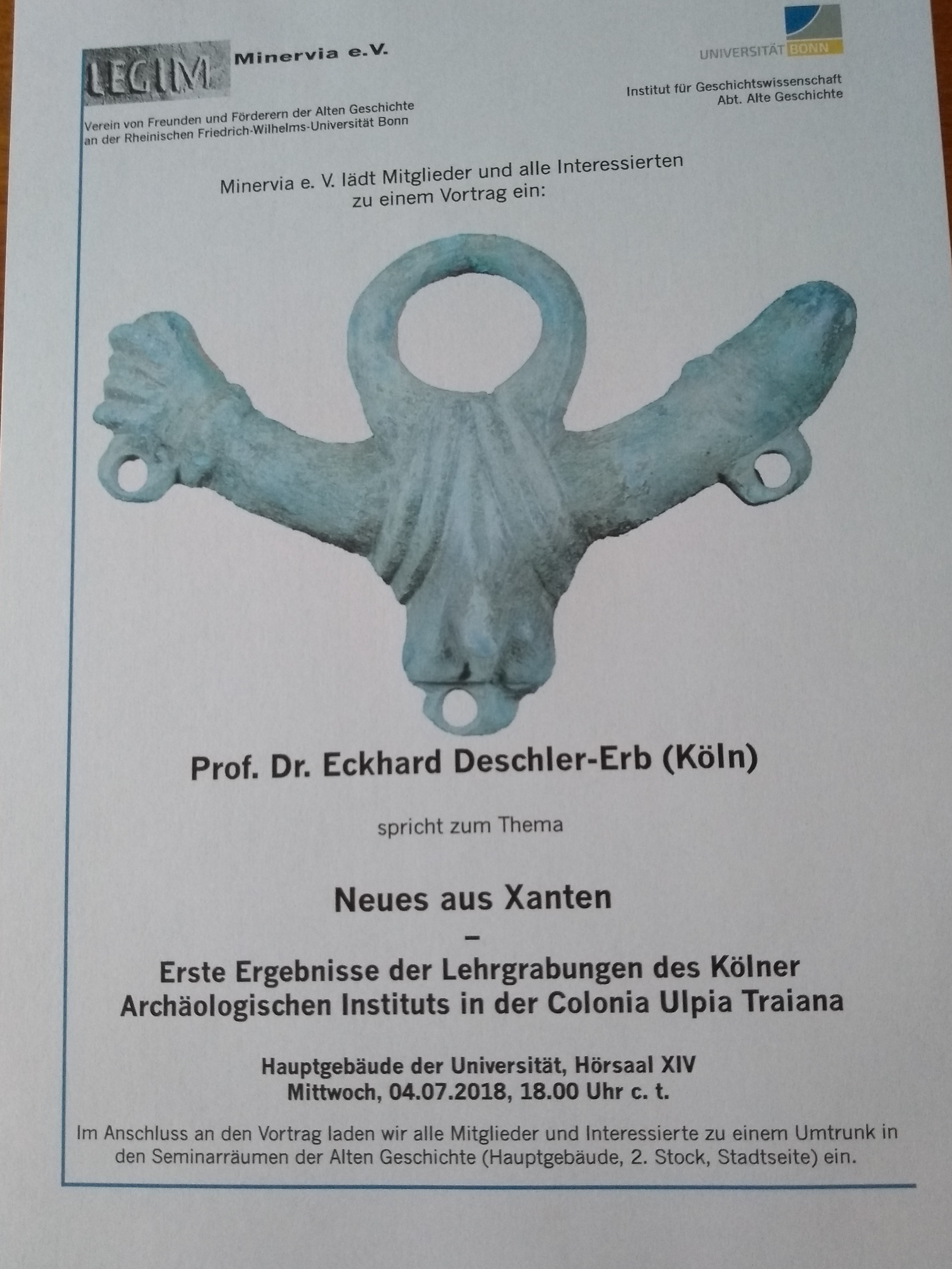
Beispiel für Kooperation mit Universitäten

Martin Müller  ist seit 2003 Leiter des Archäologischen Parks. Ihm liegt die Weiterentwicklung der archäologischen Präsentationen und der Ausbau familienfreundlicher Besucherangebote am Herzen. Sie haben eine zentrale Rolle in der so genannten Entwicklungskonzeption des APX, die er für den Ausbau des Parks verfasst hat. Darüber hinaus fördert Martin Müller die Kooperationen mit Forschungseinrichtungen aus dem In- und Ausland und beschäftigt sich mit wissenschaftlichen Arbeiten über die Archäologie der römischen Stadt.

## Öffentlichkeitsarbeit
Ein kleines Team von Archäologen kümmert sich um die immer wichtiger werdende Öffentlichkeitsarbeit, die den Park bekannt machen und für ihn werben soll. Deren Arbeitsgebiet umfasst wissenschaftliche Publikationen und Veröffentlichungen aller Art, Gestaltung der eigenen Website, Fotoarbeiten und das Marketing. Außerdem werden von ihnen Kontakte zu Presse, Funk und Fernsehen gepflegt.

## Bauwerke
Ziel des APX ist, die Colonia Ulpia Traiana wieder sichtbar zu machen. Dazu wurden die römischen Insulae mit Rasen bepflanzt, das römische Straßennetz soweit möglich mit Kies markiert und im Abstand der Pfeiler der Bürgersteigsüberdachung mit Bäumen bepflanzt.:S. 36–39 Darüber hinaus wurden einige Gebäude und Teile der Stadtmauer rekonstruiert, beziehungsweise Grundmauern von ausgegrabenen Gebäuden überdacht und zur Besichtigung freigegeben. Zusätzlich gibt es durch Hainbuchenhecken markierte Hausgrundrisse auf Insula 32, einen Spielplatz und seit einigen Jahren die sieben Themenpavillons „Kaiser, Senat & Volk“, „Reise & Verkehr“, „Fenster in den Boden“, „Bauen & Technik“, „Brot & Spiele“, „Schiffsbau“ und „Der Limes am Niederrhein“. Eine Übersicht der Bauwerke findet sich in der Tabelle.
| Bild | Name                                                                                       | Art des Gebäudes                     | Baujahr          | Lage                               | Nutzung | Bemerkungen |
| ---- | ------------------------------------------------------------------------------------------ | ------------------------------------ | ---------------- | ---------------------------------- | --- | --- |
|      | Amphitheater der Colonia Ulpia Traiana                                                     | Römisch: Teilrekonstruktion          |                  | Insula 40 (Standort)               | Veranstaltungen | Das Amphitheater wurde nicht auf den Originalfundamenten rekonstruiert, da diese nach ihrer Entdeckung 1887 ausgegraben wurden und dadurch dem Wetter ausgesetzt waren. Somit war die Tragfähigkeit nicht mehr gewährleistet. Drei der Originalfundamente der Pfeiler sind heute neben der Arena ausgestellt. Zwischen Arena und Stadtmauer befindet sich auch der Nachbau eines Römischen Baukrans. |
|      | Stadtmauer der Colonia Ulpia Traiana                                                       | Römisch: Teilrekonstruktion          |                  | bei Insula 40 (Standort)           | begehbarer Stadtmauerabschnitt | Dies ist der bislang einzige rekonstruierte Abschnitt der Stadtmauer. Andere Teile der Stadtmauer im alten Parkbereich sind lediglich durch Hainbuchenhecken markiert, wobei aber die Türme rekonstruiert sind. Im neuen Teil des APX gibt es noch keine Markierung der Stadtmauer und der Türme. |
|      | rekonstruierter Turm der CUT (Molenturm)                                                   | Römisch: Teilrekonstruktion          |                  | bei Insula 37 und 38 (Standort)    | Begehbarer Turm, ehemaliger Haupteingang des Parks (die Kasse befindet sich in einem Pavillon davor)                                | der römische Name des Tores ist unbekannt, die moderne Bezeichnung des Tors bezieht sich auf die davor liegende Mole des römischen Hafens. Das Tor verfügte vermutlich über eine Tordurchfahrt. |
|      | rekonstruiertes Osttor der CUT (Großes Hafentor)                                           | Römisch: Teilrekonstruktion          |                  | bei Insula 36 und 37 (Standort)    | Begehbarer Torturm | der römische Name des Tores ist unbekannt, die moderne Bezeichnung des Tores bezieht sich auf den davor liegenden Hafen. Ursprünglich ging man davon aus, dass es sich um einen gewöhnlichen Turm handelte. Den Hinweis auf die Nutzung als Tor lieferten Schleifspuren am Sockel. |
|      | rekonstruiertes nördliches Haupttor der CUT (Burginatiumtor)                               | Römisch: Teilrekonstruktion          |                  | bei Insula 15 und 22 (Standort)    | Begehbare Toranlage | der römische Name des Tores ist unbekannt, die moderne Bezeichnung des Tores bezieht sich auf das nächstgelegene Kastell Burginatium (Altkalkar) |
|      | rekonstruierte Römische Herberge                                                           | Römisch: Vollständige Rekonstruktion |                  | Insula 38 (Standort)               | Ausstellungsfläche (in der ehemaligen Schola), Restaurant (im Erdgeschoss der Herberge), Räume für Festivitäten im „römischen Stil“ | nur teilweise zugänglich |
|      | rekonstruierte Herbergsthermen                                                             | Römisch: Vollständige Rekonstruktion |                  | Insula 38 (Standort)               | Nur teilweise zugänglich | Der römische Name der Thermen ist unbekannt, die moderne Bezeichnung bezieht sich auf die nahe gelegene Herberge zu der die Thermen gehörten. |
|      | rekonstruierter Tempel (Hafentempel)                                                       | Römisch: Teilrekonstruktion          | 1980             | Insula 37 (Standort)               | begehbare Teilrekonstruktion der Cella, Fundamentplatte                                                                             | Der römische Name des Tempels ist unbekannt, die moderne Bezeichnung des Tempels bezieht sich auf den nahe gelegenen Hafen. Tempelunterbau dient als Schutzbau für die darunter befindliche freigelegte Fundamentplatte |
|      | Hausgrundrisse mit einer römischen Kornmühle (vorne) und einem römischen Backofen (hinten) | Anderes                              |                  | Insula 32 (Standort)               | Backofen und Kornmühle für Vorführungen                                                                                             | Hainbuchenhecken markieren die Grundrisse von typisch römischen Stadthäusern |
|      | Teil eines Aquädukts (Mitte), Meilenstein (rechts)                                         | Römisch: Original (ohne Schutzbau)   |                  | Insula 34 (Standort)               | Objekte im Freien zur Besichtigung                                                                                                  | direkt neben dem Spielehaus, einem Gebäude in dem man verschiedene typisch römische Spiele spielen kann, stehen mehrere römische Originalobjekte, unter anderem der Teil eines Aquädukts, ein Meilenstein und diverse römische Grabsteine |
|      | Abwasserkanäle                                                                             | Römisch: Original (ohne Schutzbau)   |                  | an verschiedenen Stellen des Parks | Objekte im Freien zur Besichtigung                                                                                                  | der Kanal unter dem Burginatiumtor ist begehbar, die übrigen Kanäle können durch Löcher in der Straße von oben betrachtet werden |
|      | LVR-RömerMuseum mit Thermenschutzbau                                                       | Römisch: Schutzbau in Gebäudeform    | 1999 und 2008    | Insula 10 (Standort)               | Ausstellungsraum im Schutzbau über der Thermenvorhalle                                                                              | Die monumentale Thermenvorhalle ist zum RömerMuseum geworden und bildet mit dem Thermenschutzbau eine Art „Museumsensemble“. Man kann vom Museum aus nun die Thermen noch besser besichtigen. |
|      | Matronentempel                                                                             | Römisch: Original (ohne Schutzbau)   |                  | Insula 20 (Standort)               | Freigelegte Fundamente im Freien zur Besichtigung                                                                                   | Tempelbezirk liegt seit 2008 innerhalb des vergrößerten Parks |
|      | Römische Wohnhäuser                                                                        | Römisch: Vollständige Rekonstruktion | 2015             | Insula 39 (Standort)               | Rekonstruktion von zwei römischen Handwerkerhäusern                                                                                 | die Häuser wurden auf Basis der gefundenen Lehmfundamente originalgetreu rekonstruiert, wobei anhand der gefundenen Objekte auch die Inneneinrichtung rekonstruiert wurde. Die Rekonstruktion erfolgt zum Schutz der Originalfundamente auf einer darüber gegossene Betonplatte. Offiziell eröffnet wurden sie am 30. April 2015.                                                                    |
|      | Besucherzentrum                                                                            | Modernes Gebäude                     | 2013 (Baubeginn) | vor Insula 35 und 40 (Standort)    | Kassenbereich, Shop mit 120 m² | Die Errichtung des Gebäudes begann im November 2013, Richtfest war im April 2014, Eröffnung war am 18. März 2015. |

## Veranstaltungen
Auf den Freilichtbühnen in der rekonstruierten Arena des APX und im Amphitheater der Lagervorstadt des ehemaligen Legionslagers Vetera im Xantener Ortsteil Birten richtet die „Arena-Theater GmbH“ jährlich die Xantener Sommerfestspiele aus. Diese zeichnen sich durch ein jährlich wechselndes Programm aus Musicals und Opern aus und finden meist von Juni bis August statt.
Begründet durch den Erfolg der Sommerfestspiele etablierte sich die Arena des APX aber auch abseits der Festspiele als Veranstaltungsort insbesondere für Konzerte, Musicals und weitere Veranstaltungen mit teils deutschlandweiter Übertragung. So wurden unter anderem im Juni 1984 zwei Konzerte der Gruppe BAP in einem Zusammenschnitt und am 19. Juni 1991 die erste Open-Air-Sondersendung von Wetten, dass..? im ZDF gesendet. Im Juli 2012 nutzte die ARD das Amphitheater als Kulisse für die abendfüllende Spielshow „Brot und Spiele“ rund um die römische Geschichte. Bands wie Die Ärzte, ZZ Top und Fury in the Slaughterhouse gaben mehrere Konzerte im Amphitheater.
Ebenfalls jährlich richtet der Landschaftsverband Rheinland seit 1998 den „Tag der Begegnung“ aus, der inzwischen über 20.000 behinderte und nichtbehinderte Menschen auf das Gelände des APX lockt. Der LVR reagierte damit auf ein Urteil des Oberlandesgerichtes Köln, das infolge einer Klage wegen Lärmbelästigung durch eine Wohnsiedlung behinderter Menschen festgestellt hatte „Bei den Lauten, die die geistig schwerbehinderten Heimbewohner von sich geben, ist der ‚Lästigkeitsfaktor‘ besonders hoch“. Für „mehr Akzeptanz und ein normales Miteinander zwischen Behinderten und Nicht-Behinderten“ wurde daraufhin der Tag der Begegnung ins Leben gerufen, bei dem beispielsweise 2003 auch Die Prinzen auftraten.
Seit 1989 veranstaltet der Archäologische Park Xanten die „Internationale Archäologische Sommerakademie Xanten“ (IASX), eine Lehrgrabung in zwei Kampagnen, an denen jeweils 15 Studierende überwiegend aus Europa teilnehmen.
Alle zwei bis drei Jahre öffnet der Archäologische Park seine Tore für das Römerfest „Schwerter, Brot und Spiele“, das mit 500 Mitwirkenden aus verschiedenen europäischen Ländern das größte seiner Art ist. Die bisher letzte Veranstaltung fand am 23. und 24. Juni 2018 statt.

## RömerMuseum

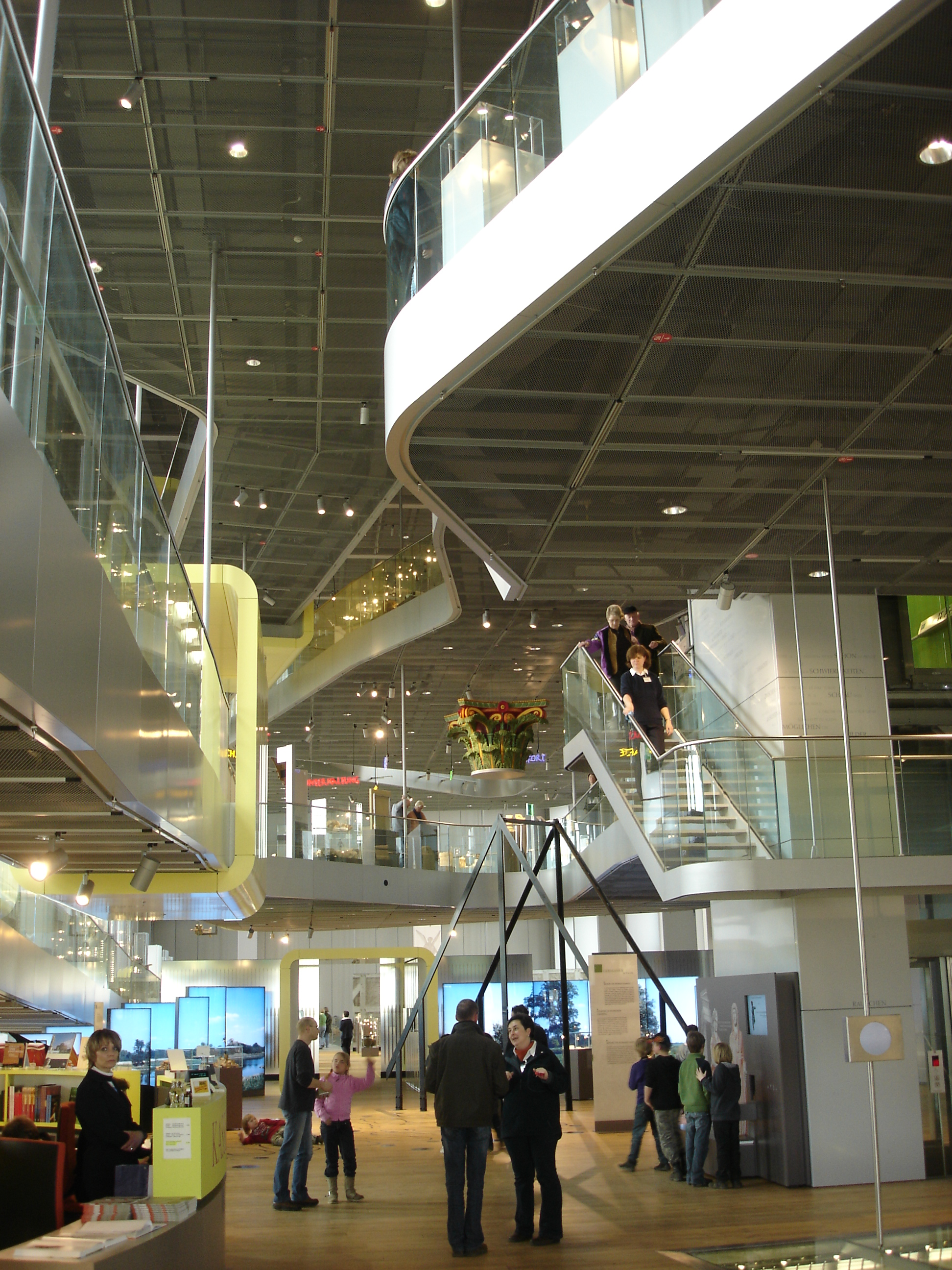
Im Eingangsbereich des Museums (Foto: 2009)

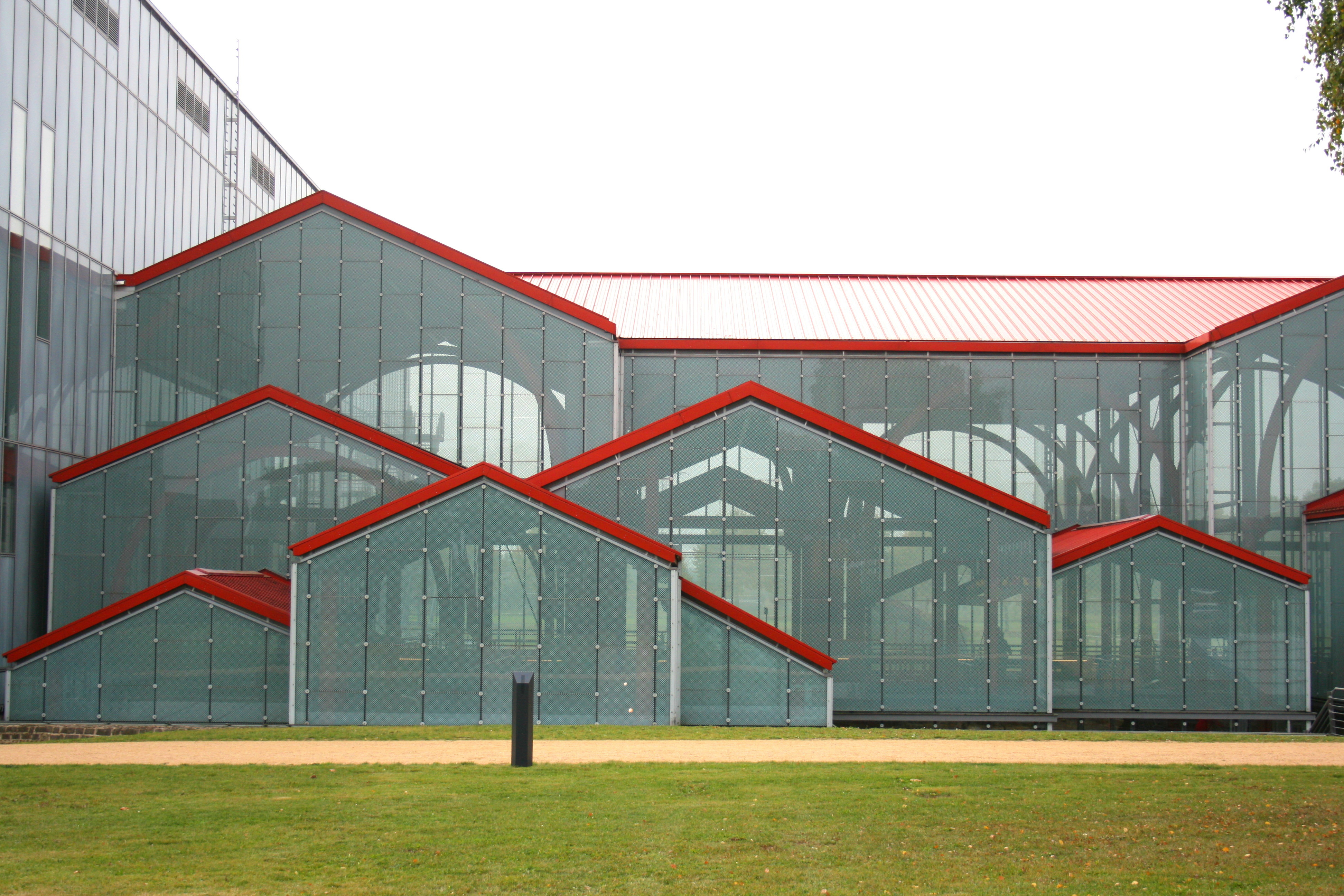
Der Thermenschutzbau (Foto: 2008)

Das „RömerMuseum“ ist der Nachfolger des „Regionalmuseums Xanten“ (RMX), welches sich bis 2007 in der Xantener Innenstadt unweit des Domes befand. Das Gebäude des Römermuseums wurde über den Fundamenten der Basilika Thermarum (Vorhalle der Großen Thermen) errichtet und ergänzt damit den 1999 eröffneten Thermenschutzbau, welcher über den eigentlichen Baderäumen errichtet wurde.
Ziel des Gebäudes ist es die römischen Funde so nahe wie möglich an ihrem Fundort zu präsentieren. Baubeginn für das Gebäude, welches von den Architekten Gatermann + Schossig aus Köln in Anlehnung an das römische Gebäude geplant wurde, war im September 2005. Das Richtfest fand am 30. Mai 2006 statt. Eröffnet wurde das Museum am 16. August 2008. Die Ausstellung wurde vom Atelier Brückner aus Stuttgart gestaltet.
Zu den Exponaten des Museums zählen, neben verschiedenen in der CUT ausgegrabenen Objekten auch die Grundmauern der Thermen selbst, welche bis zur Eröffnung des RömerMuseums eine Außenstelle des APX waren, sowie der sogenannte Batimodus-Grabstein. Neben der Dauerausstellung über die CUT werden auch Sonderausstellungen gezeigt. So widmete sich vom 24. April bis 30. August 2009 die Ausstellung Marcus Caelius – Tod in der Varusschlacht dem 2000 Jahre zuvor in der Varusschlacht gefallenen Offizier Marcus Caelius und seinem in Xanten aufgefundenem Kenotaph, dem Caeliusstein. Im Jahr 2012 gab es unter dem Motto Carpe diem eine Ausstellung mit Fotografien von Axel Thünker.
Wissenschaftlicher Referent und damit Leiter des RömerMuseums war zunächst Hans-Joachim Schalles. Ihm folgte im Juli 2010 kommissarisch und im Juli 2011 etatmäßig Marcus Reuter. Von 2012 bis 2016 leitete Charlotte Schreiter das Museum. Seit 2019 ist Christoph Eger Museumsleiter (2019–2022 zunächst kommissarisch, seit Juni 2022 etatmäßig).
Vom 27. Juli bis 25. November 2018 wurde eine Sonderausstellung mit dem Titel Warenwege/Warenflüsse Handel, Logistik und Transport am römischen Niederrhein durchgeführt.
Das Museum dient seit der Parkerweiterung 2009 auch als Nebeneingang des Archäologischen Parks. Zuvor war es durch die B 57 vom Park getrennt. Seit dem Jahr 2019 gibt es einen neuen Zugang zum APX und speziell zum RömerMuseum auf der SW-Seite des Parks. Dort befindet sich auch ein neuer Parkplatz, der eine bessere Erreichbarkeit möglich macht.